# Melithaea caledonica
Melithaea caledonica är en korallart som beskrevs av Manfred Grasshoff 1999. Melithaea caledonica ingår i släktet Melithaea och familjen Melithaeidae. Inga underarter finns listade i Catalogue of Life.